# Osiedle Paderewskiego (Katowice)
Osiedle im. Ignacego Jana Paderewskiego – osiedle mieszkaniowe w Katowicach, położone na południowy wschód od katowickiego Śródmieścia, w sąsiedztwie Doliny Trzech Stawów, w graniach dzielnicy Osiedle Paderewskiego-Muchowiec.
Osiedle, powstałe w granicach historycznej gminy Bogucice (na terenach Zawodzia) i dawnej osadzie Karbowa, zostało wybudowane w latach 1970–1980. Za projekt odpowiadają architekci katowickiego „Miastoprojektu”: Jurand Jarecki, Stanisław Kwaśniewicz oraz Ryszard Ćwikliński. Osiedle I.J. Paderewskiego składa się z jedenastokondygnacyjnych budynków mieszkalnych oraz obiektów usługowo-handlowych. Główne trasy biegnące przez osiedle to m.in. ulice: Graniczna i Powstańców.

## Geografia

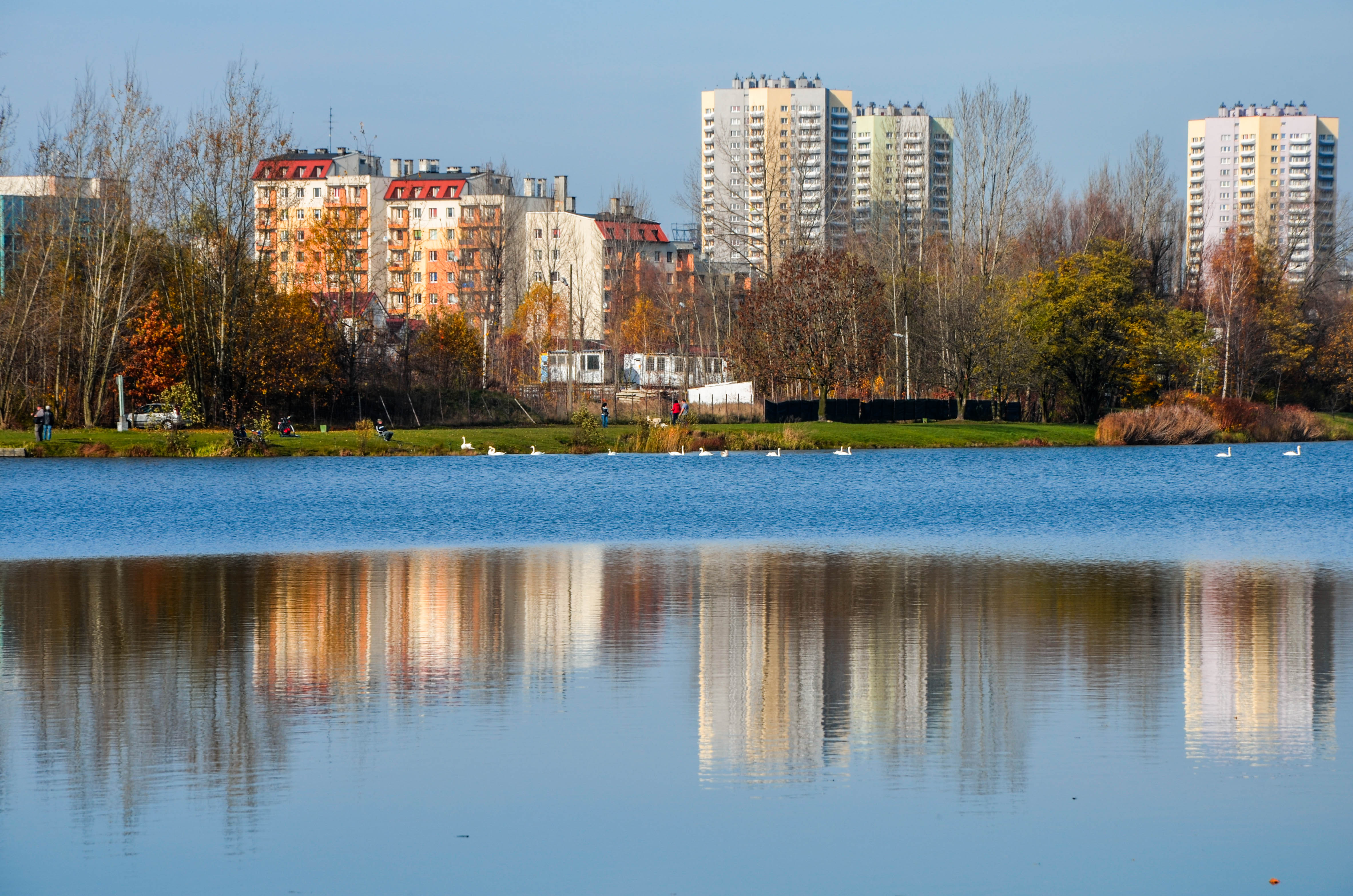
Jeden ze stawów w Dolinie Trzech Stawów na wysokości osiedla

Osiedle I.J. Paderewskiego położone jest w graniach Katowic, na terenie dzielnicy Osiedle Paderewskiego-Muchowiec. Osiedle to znajduje się w kwartale ulic: K. Damrota, gen. W. Sikorskiego, gen. K. Pułaskiego i alei Górnośląskiej. Od północy graniczy z Zawodziem, od wschodu z Doliną Trzech Stawów i powstałymi przy niej nowymi budynkami mieszkalnymi, od południa z Muchowcem, zaś od zachodu z katowickim Śródmieściem. Według podziału fizycznogeograficznego Jerzego Kondrackiego osiedle I.J. Paderewskiego znajduje się w mezoregionie Wyżyna Katowicka (341.13), natomiast pod względem budowy geologicznej w zapadlisku górnośląskim, które wypełnia utwory pochodzące z karbonu (głównie zlepieńce, piaskowce i łupki ilaste zawierające pokłady węgla kamiennego). Geomorfologicznie osiedle I.J. Paderewskiego położone jest na pograniczu Wzgórz Kochłowickich i Obniżenia Rawy – centralna część osiedla osiąga wysokość około 270 m n.p.m. Klimat osiedla nie wyróżnia się zbytnio od klimatu dla całych Katowic, a jedynie jest modyfikowany przez lokalne czynniki, jak bliskość zbiorników wodnych. Obszar osiedla położony jest w zlewni Potoku Leśnego, płynący na wschód od osiedla, w dolinie zwanej Doliną Trzech Stawów. Dolina ta stanowi obszar intensywnie wykorzystywany rekreacyjnie i jednocześnie jest miejscem siedliskowym różnego rodzaju organizmów, w tym dla trzech roślin chronionych i kilku gatunków płazów. Ponadto stanowi punkt żerowania na trasie przelotu wielu gatunków ptaków.

## Historia

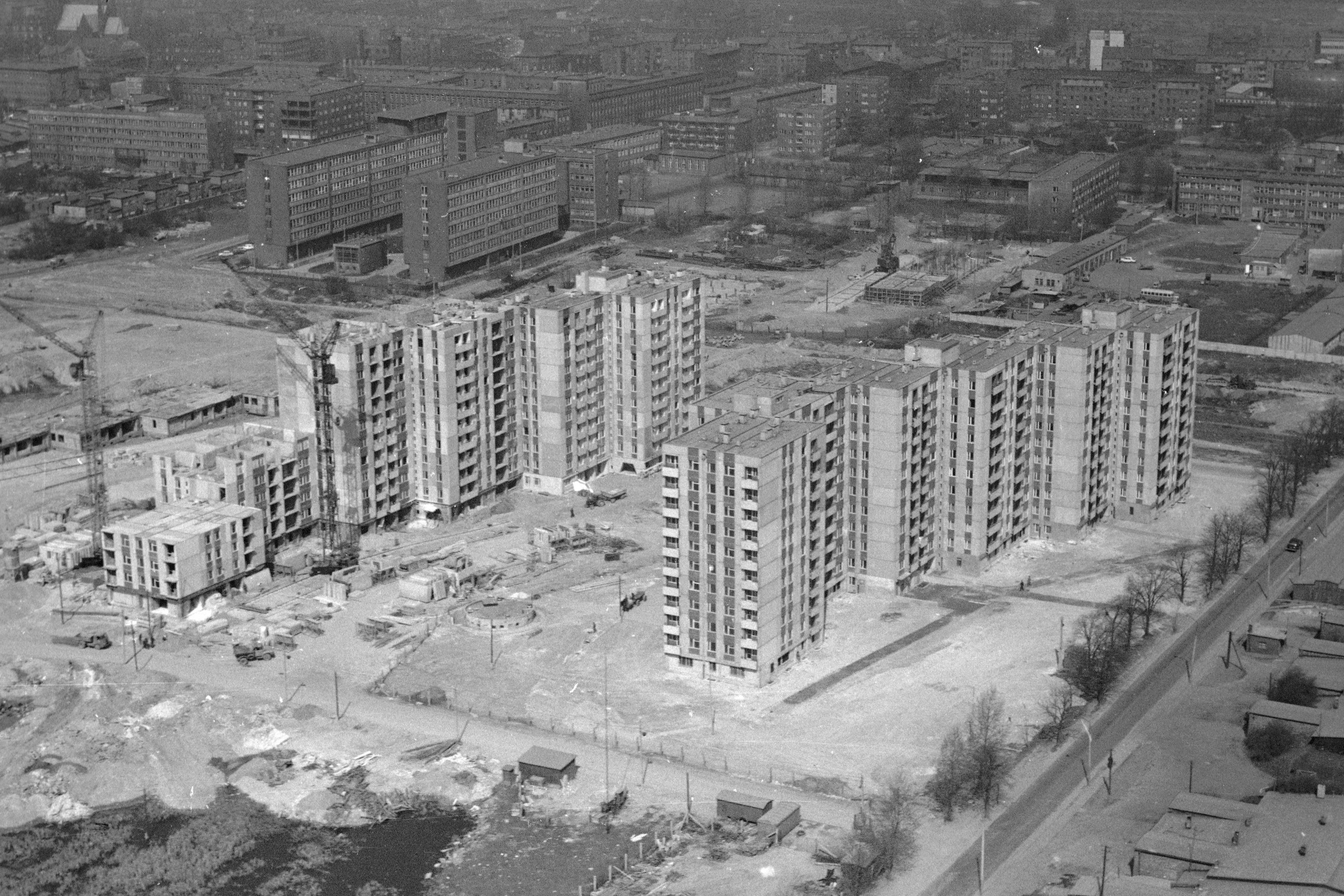
Osiedle I.J. Paderewskiego w budowie w 1974 roku

Osiedle I.J. Paderewskiego powstało na terenach Zawodzia w historycznej gminie Bogucice, a także folwarku Karbowa, włączonego 11 września 1865 roku do Katowic. Sam zaś początek osiedla sięga połowy lat 60. XX wieku. Wówczas to, w 1965 roku, Katowicka Spółdzielnia Mieszkaniowa podjęła decyzję o budowie nowego osiedla mieszkaniowego, przeznaczonego na 20 tys. osób. Na projekt osiedla zorganizowano konkurs, w którym uczestniczyło sześć zespołów. Za zwycięski wybrano projekt autorstwa trzech architektów z katowickiego „Miastoprojektu”: Juranda Jareckiego, Stanisława Kwaśniewicza i Ryszarda Ćwiklińskiego.

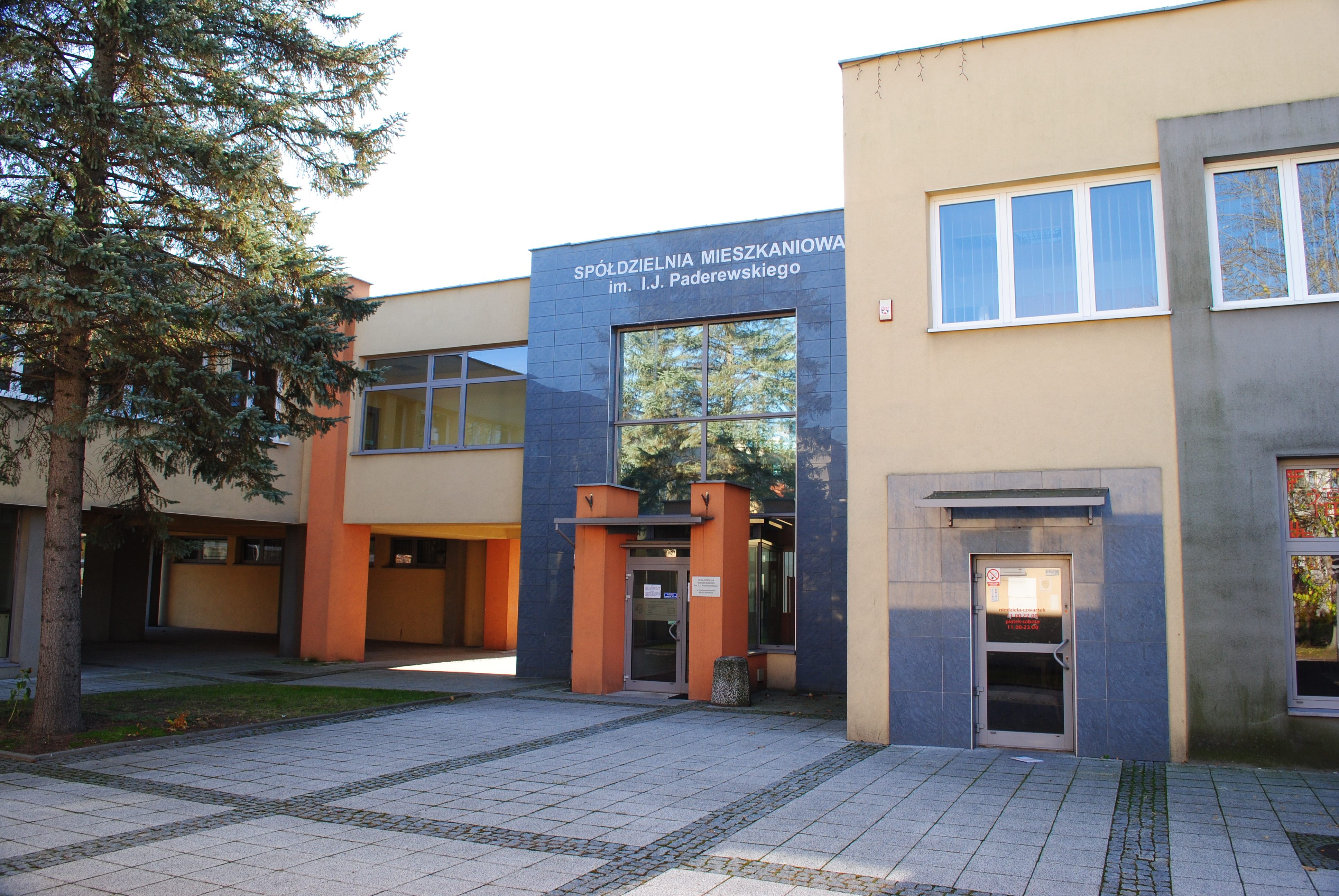
Siedziba SM im. I.J. Paderewskiego, powołanej 5 kwietnia 1991 roku z Katowickiej Spółdzielni Mieszkaniowej

Osiedle wybudowano w trzech etapach. W 1970 roku rozpoczęto prace budowlane przy pierwszym etapie, ukończonym w 1973 roku. Drugi etap zrealizowano w latach 1974–1978, zaś trzeci w latach 1979–1980. Pierwsze zaś budynki mieszkalne zostały oddane do użytku w 1974 roku. Na osiedlu zamieszkali ludzie z różnych grup społecznych, zarówno profesorowie, docenci i doktorzy górnośląskich wyższych uczelni, jak i mieszkańcy wyburzonych wcześniej budynków. W październiku 1978 roku z okazji 35. rocznicy powołania Ludowego Wojska Polskiego, w centrum osiedla odsłonięto pomnik Żołnierza Polskiego, będącego dziełem Bronisława Chromego. Mieszkańcy wyznania rzymskokatolickiego zostali przypisani do parafii Wniebowzięcia Najświętszej Maryi Panny, która została erygowana już 1 maja 1952 roku. Fakt istnienia parafii na osiedlu I.J. Paderewskiego potwierdził biskup katowicki Damian Zimoń w dekrecie z 18 lutego 1992 roku. Obecny kościół parafialny powstał w miejsce starego przy ulicy Granicznej w latach 1980–1983.
Dnia 5 kwietnia 1991 roku doszło do wydzielenia osiedla z zarządzania przez Katowicką Spółdzielnię Mieszkaniową, powołując nową, dedykowaną dla osiedla I.J. Paderewskiego. W tym czasie osiedle zamieszkiwało około 14 tys. osób w 4046 mieszkaniach. W dniu 7 października 1996 roku na mocy Uchwały Zgromadzenia Ogólnego Krajowej Rady Spółdzielczej, Spółdzielnia Mieszkaniowa im. I.J. Paderewskiego została nagrodzona odznaką Za Zasługi dla Spółdzielczości.

## Architektura i urbanistyka

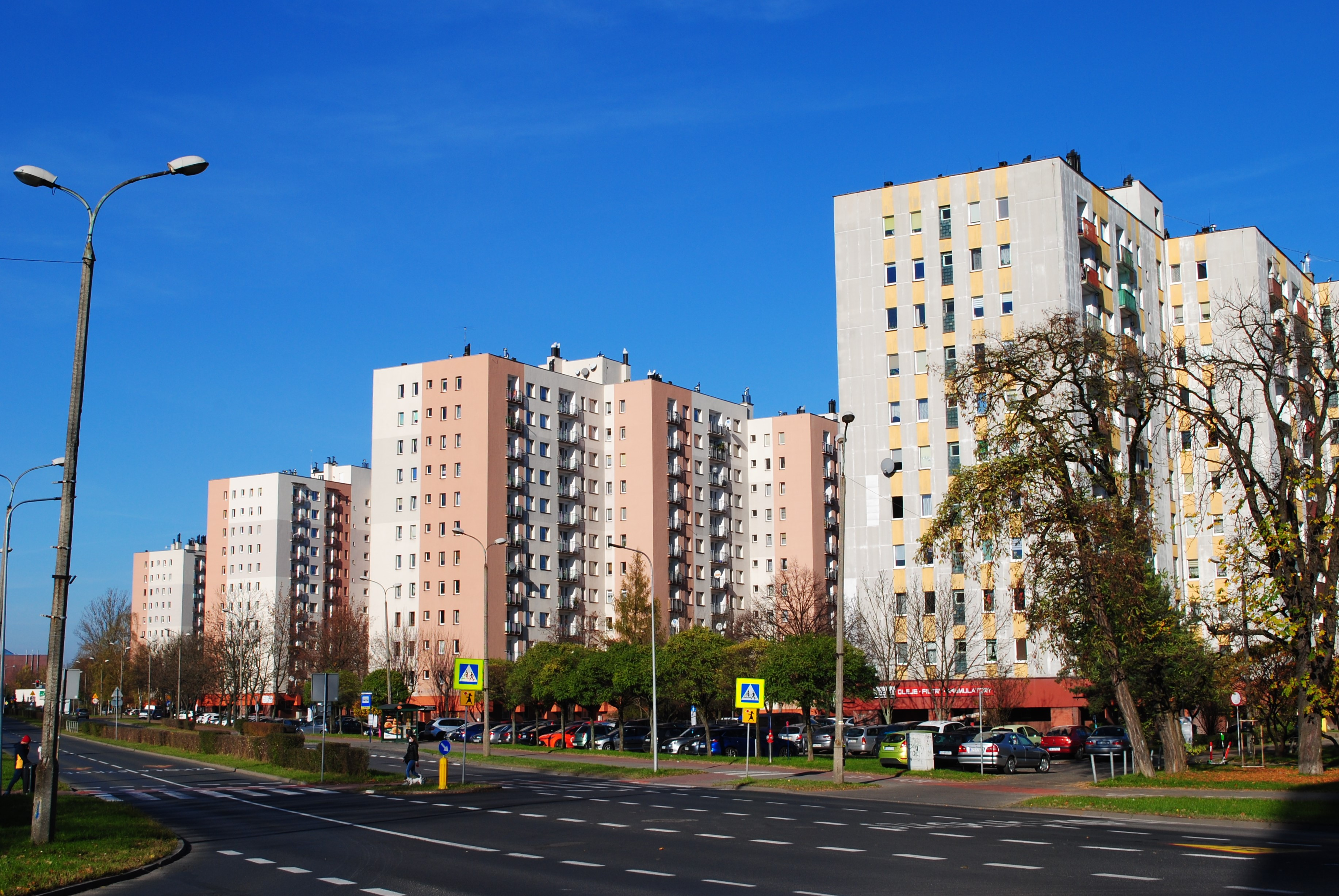
Osiedle I.J. Paderewskiego od strony ulicy Granicznej

Osiedle I.J. Paderewskiego składa się z 22, 11-piętrowych, punktowo-galeriowych i szeregowo-klatkowych budynków z wielkiej płyty, dwukondygnacyjnych pawilonów handlowych i obiektów usługowych, w tym z przychodni oraz placówek edukacyjnych. Za projekt osiedla odpowiada trzech architektów z katowickiego „Miastoprojektu”: Jurand Jarecki, Stanisław Kwaśniewicz i Ryszard Ćwikliński. Pierwotny plan zakładał budowę osiedla z budynkami od 11 kondygnacji od strony zachodniej i coraz niższymi – do 2 kondygnacji w stronę stawów, dzięki czemu budynki miały wizualnie nie wnikać w zieleń. Pierwotnie zaplanowano też inny układ drogowy, z pieszym pasażem pośrodku osiedla i bez dróg przecinających osiedle – miały ona okalać osiedle z dwóch stron. Zaprojektowano także miejsca pod nadziemne, czterokondygnacyjne garaże w miejscu obecnej stacji benzynowej, lecz z powodu ideologicznych zaniechano ich realizacji.

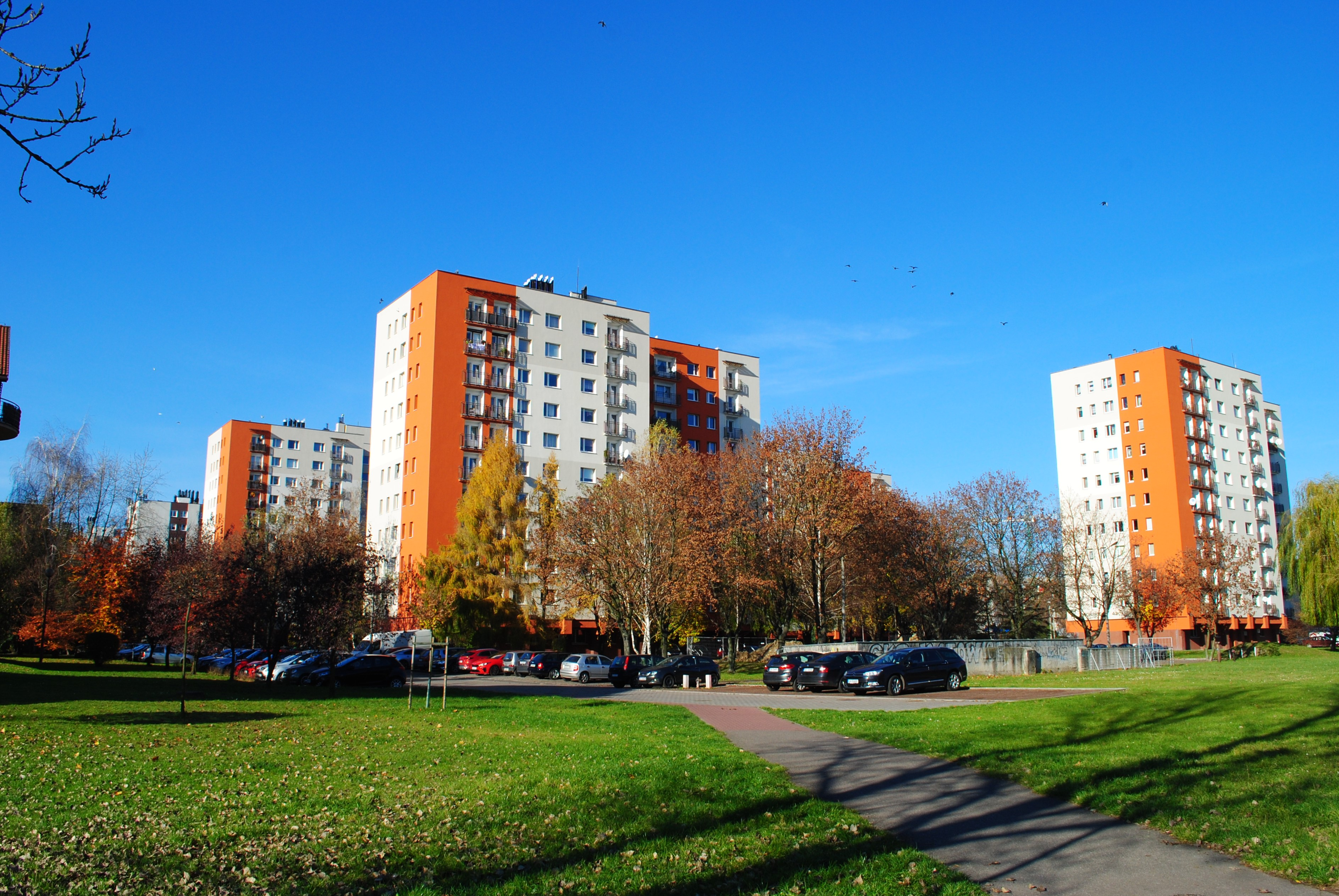
Osiedle od strony ul. gen. W. Sikorskiego

W projekcie urbanistyczno-architektonicznym osiedla architekci czerpali z idei Le Corbusiera, umieszczając na nim placówki usługowe, wkomponowując w wolną przestrzeń pomiędzy blokami miejsca rekreacyjne, zaś drogi zostały pierwotnie tak zaprojektowane, by uczniowie udający się do szkoły nie musieli przekraczać jezdni. Dodatkowo, każde mieszkanie miało mieć zapewnione przynajmniej trzy godziny dziennego oświetlenia. 
Osiedle jest w zarządzie Spółdzielni Mieszkaniowej im. I.J. Paderewskiego, która pod względem liczby mieszkań jest trzecią największą spółdzielnia mieszkaniową w Katowicach (po Katowickiej Spółdzielni Mieszkaniowej i zarządzającej osiedlem Tysiąclecia Spółdzielni Mieszkaniowej „Piast”). Spółdzielnia zarządza budynkami i przyległymi terenami, zaś ulice są w zarządzie miasta Katowice. Łącznie, pod koniec 2019 roku Spółdzielnia zrzeszała 3999 członków, a w jej zasobach mieszkało 7255 osób. Prócz budynków mieszkalnych z lat 1974–1981, Spółdzielnia zarządza też siedmioma budynkami 4-kondygnacyjnymi z lat 1999–2001. Łącznie, w zasobach spółdzielni znajdują się 4146 mieszkań, 96 garaży i 240 lokali użytkowych. Udział powierzchni zabudowanej w powierzchni terenu osiedla wynosi 15%, wskaźnik intensywności zabudowy (netto) – 1,28 WIZ, zaś średnia ważona liczby kondygnacji to 8,53.

## Transport

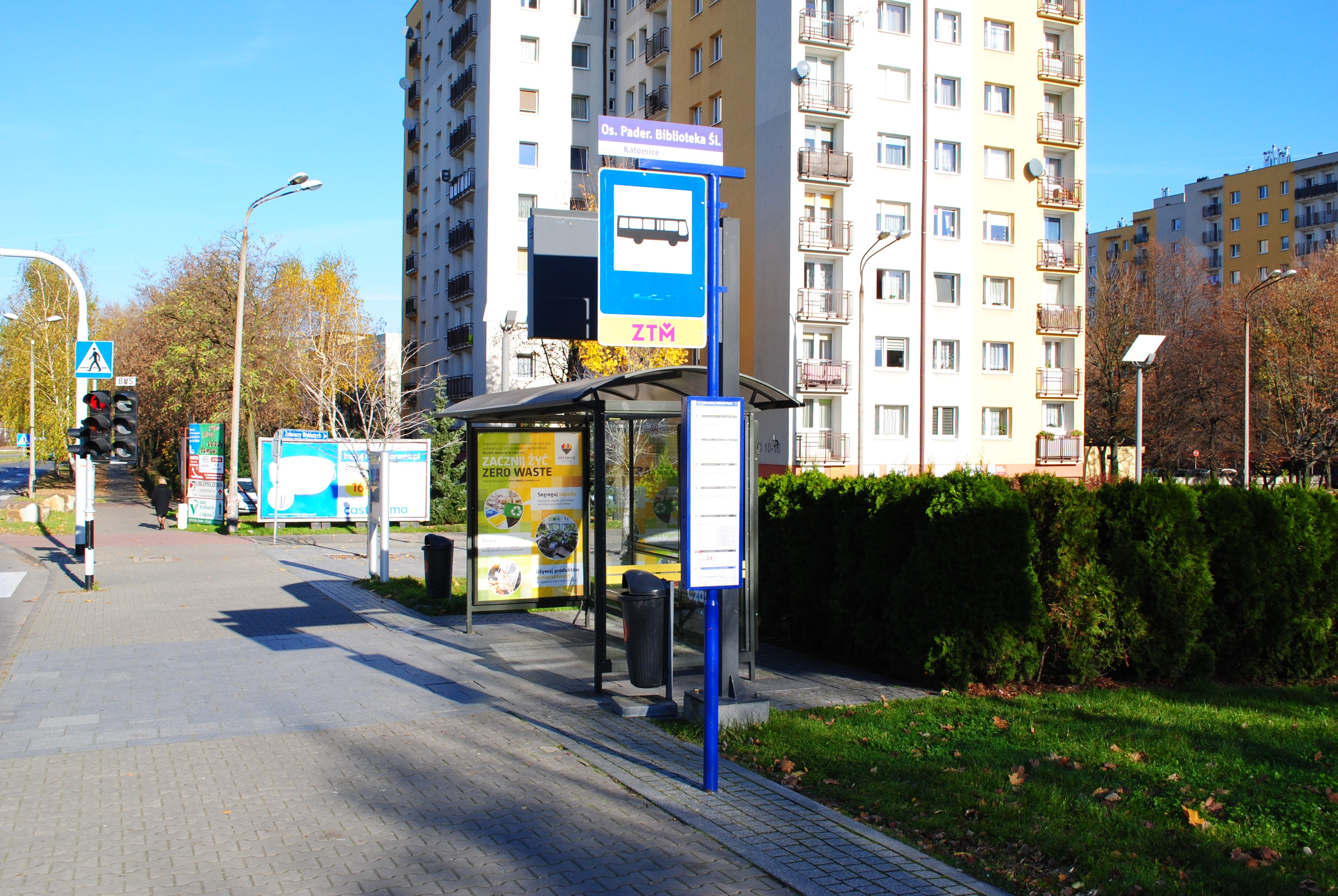
Przystanek autobusowy Osiedle Paderewskiego Biblioteka Śląska

Główną trasą przebiegającą przez osiedle I.J. Paderewskiego jest ulica Graniczna. Jest to droga powiatowa o klasie drogi zbiorczej. Łączy ona osiedle z autostradą A4 na południu, natomiast w drugą stronę z Zawodziem oraz przez ulicę Powstańców ze Śródmieściem Katowic. W centralnej części osiedla mieści się plac Żołnierza Polskiego. 
Osiedle obsługują autobusy kursujące na zlecenie Zarządu Transportu Metropolitalnego (ZTM). Znajdują się tu cztery przystanki: Osiedle Paderewskiego Biblioteka Śląska, Osiedle Paderewskiego Graniczna, Osiedle Paderewskiego Pomnik i Osiedle Paderewskiego Trzy Stawy. Z pierwszego z nich, według stanu z lipca 2021 roku, odjeżdża 10 linii autobusowych, w tym dwie nocne. Łączą one osiedle z innymi dzielnicami Katowic i niektórymi miastami Górnośląsko-Zagłębiowskiej Metropolii, tj. z Mysłowicami, Siemianowicami Śląskimi i Tychami. 
Na osiedlu według stanu z maja 2019 roku znajdowały się trzy stacje systemu rowerów miejskich City by bike: nr 5812 Os. Paderewskiego – Sikorskiego, 5813 Os. Paderewskiego – Szeptyckiego i 5814 Graniczna – Targowisko. Powstały one w 2019 roku dzięki zgłoszeniu ich powstania do katowickiego budżetu obywatelskiego i wybraniu przez głosujących tego projektu do realizacji. System ten został zastąpiony przez Metrorower.

## Instytucje

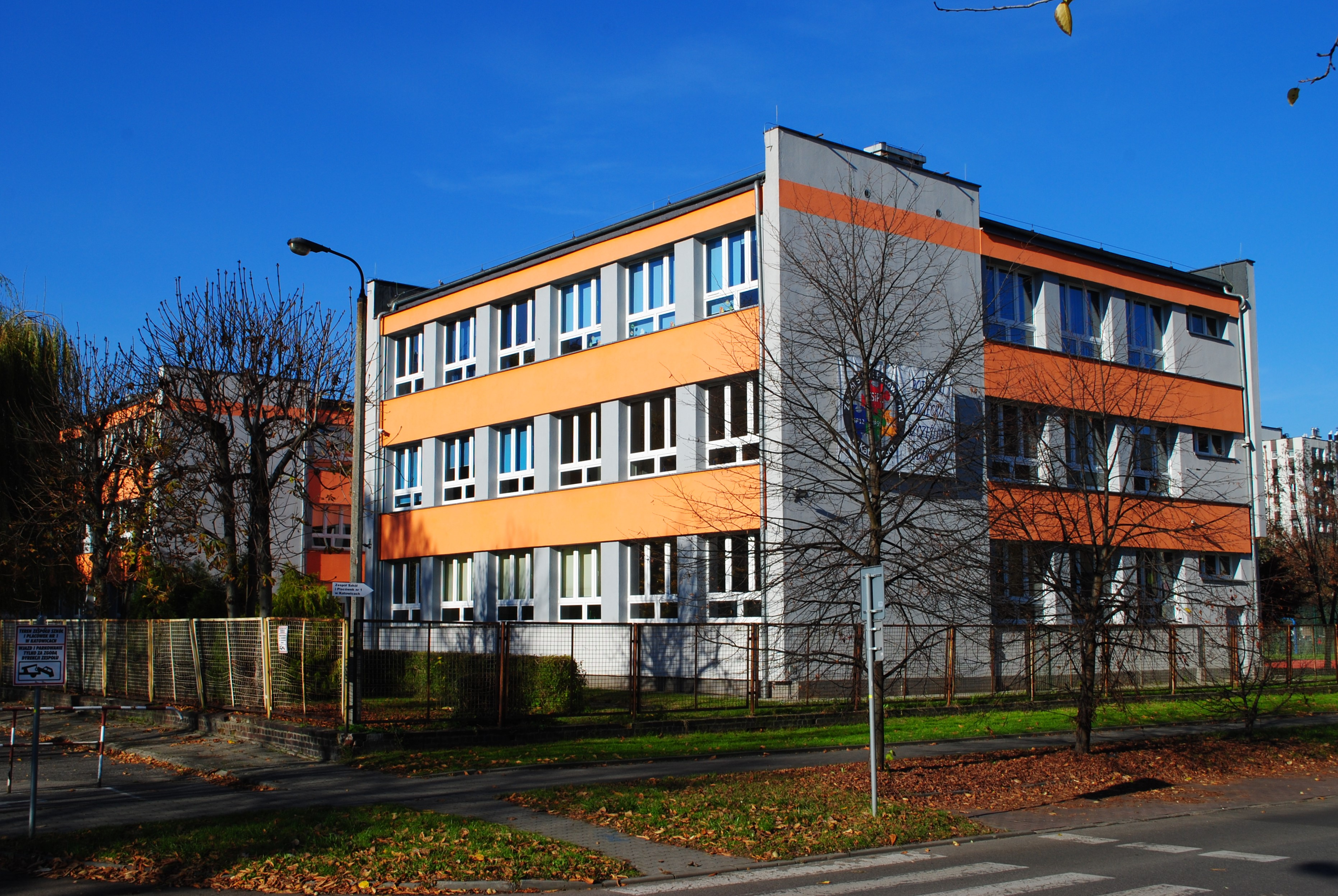
Gmach Szkoły Podstawowej nr 12 im. I.J. Paderewskiego, wchodzącej w skład Zespół Szkół i Placówek nr 1 w Katowicach

Na terenie osiedla I.J. Paderewskiego znajduje się kilka placówek oświatowo-wychowawczych, a w sąsiedztwie również Biblioteka Śląska oraz uczelnie wyższe: Uniwersytet Śląski i Politechnika Śląska. Na samym zaś osiedlu są to następujące placówki:
- Żłobek Miejski w Katowicach. Oddział Żłobka Miejskiego (ul. gen. S. Szeptyckiego 1)[29],
- Niepubliczne Przedszkole „Wesołe Siódemki” (ul. Graniczna 42) – przedszkole zaczęło działać 1 września 2007 roku w miejsce Miejskiego Przedszkola nr 77; wyposażone jest m.in. w cztery sale dydaktyczne dla dzieci[30],
- Zespół Szkół i Placówek nr 1 (ul. I.J. Paderewskiego 46) – składa się z Miejskiego Przedszkola nr 55, Szkoły Podstawowej nr 12 im. I.J. Paderewskiego i Międzyszkolnego Ośrodka Sportowego[31],
- Zespół Szkolno-Przedszkolny Nr 9 (ul. Graniczna 46) – składa się z Miejskiego Przedszkolna nr 87 im. J. Tuwima oraz Szkoły Podstawowej nr 4 im. J. Ziętka; szkoła podstawowa w październiku 2014 roku posiadała 14 oddziałów, w których kształcono łącznie 229 uczniów; naukę w szkole zainaugurowano 1 września 1984 roku – w tym czasie uczyło się w niej 676 dzieci[32].

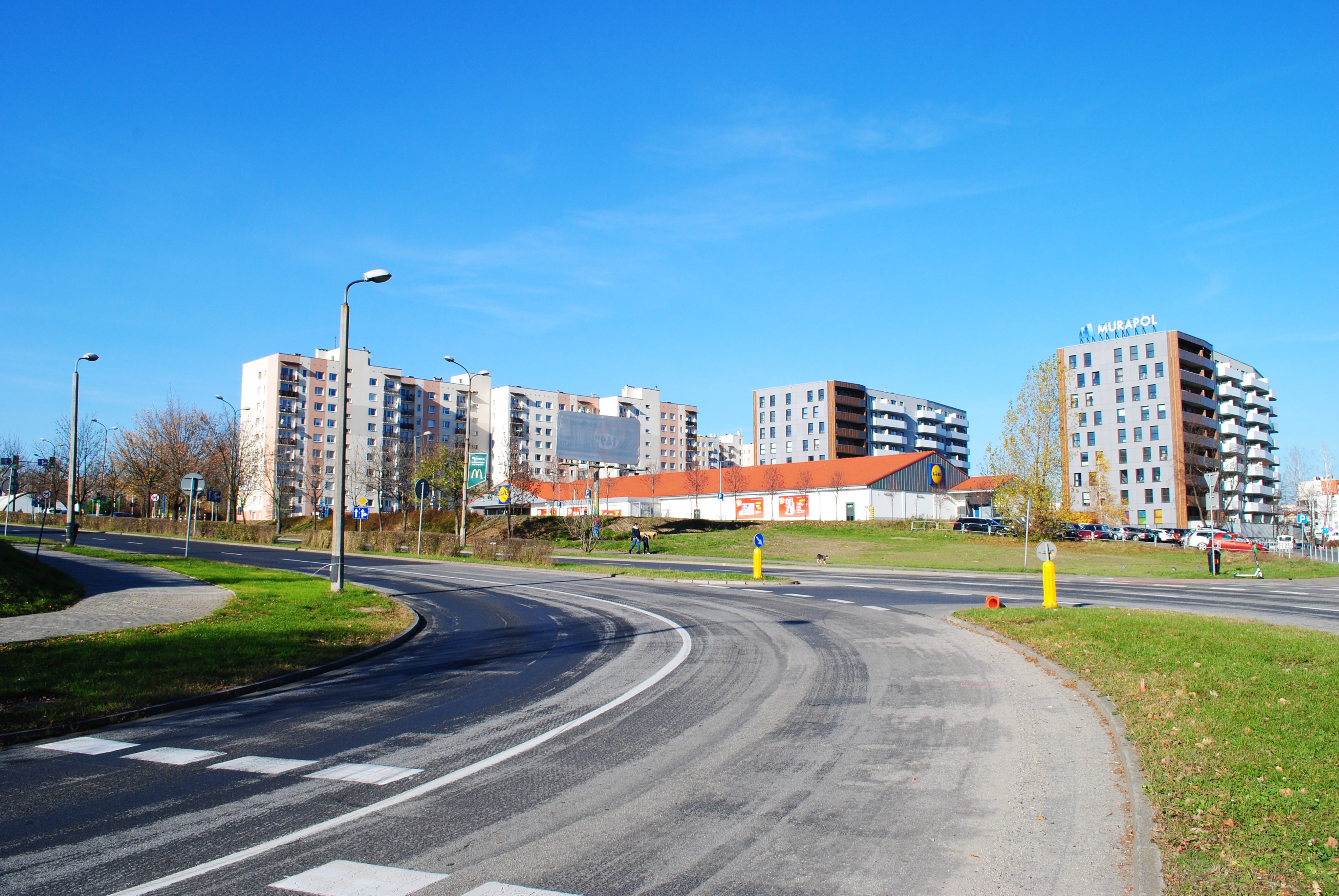
Sklep sieci Lidl przy ulicy Granicznej 65

Spółdzielnia Mieszkaniowa im. I.J. Paderewskiego zarządza klubem osiedlowym „Rezonans” z siedzibą przy ulicy gen. J. Sowińskiego 5a. W klubie są organizowane zajęcia dla wszystkich grup wiekowych, w tym sekcja plastyczna i modelarska dla dzieci, warsztaty plastyczne dla dorosłych, sekcja brydża, spotkania i kursy komputerowe dla seniorów, zajęcia z karate, baletu i tańca współczesnego dla dzieci, pilates, gimnastyka dla seniorów, gimnastyka zdrowotna, nauka sportów walki czy języka angielskiego dla dzieci.
Spośród punktów handlowo-usługowych, na osiedlu znajduje się sklep sieci Lidl (ul. Graniczna 65) oraz Społem Katowice (ul. gen. J. Sowińskiego 5a). Ośrodek zdrowia w osiedlu mieści się przy ulicy Granicznej 45. Prócz poradni lekarzy podstawowej opieki zdrowotnej, w przychodni zwoje gabinety mają specjaliści z różnych dziedzin, a także mieści się tu m.in. szkoła rodzenia i gabinet fizykoterapeuty. Wierni wyznania rzymskokatolickiego z osiedla I.J. Paderewskiego przynależą do parafii Wniebowzięcia Najświętszej Maryi Panny.